# Birgit Klein

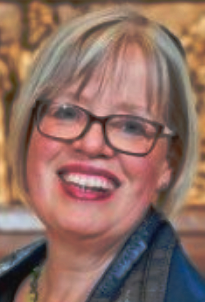
Birgit E. Klein

Birgit E. Klein (* 15. Oktober 1962 in Krefeld) ist eine deutsche rekonstruktionistische Rabbinerin und Professorin für jüdische Geschichte an der Hochschule für Jüdische Studien Heidelberg.

## Werdegang
Klein wurde 1962 als Kind protestantischer Eltern geboren. Sie studierte ab 1991 Jüdische Studien an der Hochschule für Jüdische Studien Heidelberg sowie Judaistik, Theologie und klassische Philologie, u. a. in Jerusalem und Heidelberg. 1998 folgte die Promotion in Jüdischen Studien an der Gerhard-Mercator-Universität Duisburg (Referent: Michael Brocke; Korreferent: Stefan Rohrbacher). Nach der Habilitation 2006 im Fach Judaistik am Fachbereich Geschichts- und Kulturwissenschaften der Freien Universität Berlin hat sie seit 2006 den Lehrstuhl „Geschichte des jüdischen Volkes“ an der Hochschule für Jüdische Studien Heidelberg inne.
Ihre Forschungsschwerpunkte gelten der Geschichte der Juden in Antike, Mittelalter und Neuzeit unter sozial- und geschlechtergeschichtlichen ebenso wie rechts-, wirtschafts-, religions- und mentalitätsgeschichtlichen Fragestellungen, beispielsweise zum jüdischen Ehegüter- und Erbrecht, zu „jüdischen Geschichten des Bankrotts“ und zur jüdischen Gerichtsbarkeit. Diesbezüglich forscht Klein insbesondere zur jüdischen Rechtsautonomie, zur Justiznutzung nichtjüdischer Gerichte in innerjüdischen Auseinandersetzungen und zur Adaption nichtjüdischer Rechtsinstitute.

## Preise und Stipendien (Auswahl)
- 2017: Reconstructionist Rabbinical College: The Whizin Prize in Jewish Ethics
- 2016: Reconstructionist Rabbinical College: The Evelyn R. Mehlman Jewish Music Award
- 2014–2015: Fellowship, Reconstructionist Rabbinical College, Wyncote, PA
- 2004: Albert-Steeger-Preis des Landschaftsverbandes Rheinland
- 2001–2004: Lise-Meitner-Habilitationsstipendium des Landes Nordrhein-Westfalen für das Projekt "Das jüdische Ehegüter- und Erbrecht der Frühneuzeit: Entwicklung seit der Antike und Auswirkung auf das Verhältnis der Geschlechter und zur nichtjüdischen Gesellschaft".
- 1993: Promotionsstipendium des Studienwerks Villigst.
- 1992/1993: Jahresstipendium des DAAD für einen Forschungsaufenthalt an der Hebräischen Universität Jerusalem.
- 1984/1985: Stipendiatin des Arbeitskreises "Studium in Israel".
- 1983–1989: Stipendiatin des Studienwerks Villigst.

## Mitgliedschaften (Auswahl)
- Reconstructionist Rabbinical Association (RRA)
- KeReM | Knesset Rabbanim Mitkadmim – le Conseil des rabbins libéraux – The Liberal Rabbinical Assembly
- Vorstandsmitglied des Salomon Ludwig Steinheim-Instituts für deutsch-jüdische Geschichte, Essen
- Mitglied des Wissenschaftlichen Beirats des Deutschen Historischen Museums (DHM), Berlin
- Mitglied des Wissenschaftlichen Beirats des „Zentralarchivs zur Erforschung der Geschichte der Juden in Deutschland“, Heidelberg
- Mitglied des Wissenschaftlichen Beirats der Stiftung „Topographie des Terrors“, Berlin
- Mitglied des Wissenschaftlichen Beirats der Edition „Deutsch-Jüdische Autoren des 19. Jahrhunderts. Schriften zu Staat, Nation, Gesellschaft“ (Böhlau Verlag, Köln, Wien, Weimar)
- Mitglied des redaktionellen Beirats der Reihe „Machloket. Streitschriften“ (Verlag Hentrich & Hentrich, Berlin)

## Publikationen (Auswahl)
Monographien
- Facing End-of-life Issues in Jewish-Protestant Families (2017, 33 S.) (online).
- Unterrichtsmaterialien zur jüdischen Emanzipation in Baden (2016–), (online).
- (Hrsg. mit Rotraud Ries): Selbstzeugnisse und Ego-Dokumente frühneuzeitlicher Juden in Aschkenas. Beispiele, Methoden und Konzepte. Berlin 2011 (minima judaica, Bd. 10).
- (Hrsg. mit Christiane E. Müller): Memoria – Wege jüdischen Erinnerns. Festschrift für Michael Brocke zum 65. Geburtstag, Berlin 2005, 847 S.
- Wohltat und Hochverrat: Kurfürst Ernst von Köln, Juda bar Chajjim und die Juden im Alten Reich. Hildesheim/Zürich/New York 2003, 539 S. (Netiva. Wege deutsch-jüdischer Geschichte und Kultur; 5).

Mitherausgeberschaften bei wissenschaftlichen Reihen
- Mitherausgeberin der Reihe Forschungen zur Geschichte der Juden der "Gesellschaft zur Erforschung der Geschichte der Juden" (GEGJ), (2007–2011).
- Mitherausgeberin des Teilgebiets Juden der Enzyklopädie der Neuzeit (Stuttgart: Metzler, von Bd. 6, Stuttgart 2007, bis Bd. 15, 2012).

Artikel
- 15. Geschlecht. 15.1.Juden. In: Michael Borgolte (Hrsg.): Enzyklopädie des Stiftungswesens in mittelalterlichen Gesellschaften. Bd. 3: Stiftung und Gesellschaft, Berlin 2017, S. 147–162.
- Reale und ideelle Häuser im Judentum. In: Joachim Eibach / Inken Schmidt-Voges (Hrsg.): Das Haus in der Geschichte Europas. Ein Handbuch, Berlin 2015, S. 299–316.
- Beschneidung im Judentum – eine Frage der Religionsfreiheit? In: Hans-Georg Ziebertz (Hrsg.): Religionsfreiheit. Positionen – Konflikte – Herausforderungen. Würzburg 2015 (Würzburger Theologie, Bd. 12), S. 133–163.
- Responsa Literature. In: The Oxford Encyclopedia of the Bible and Law, Oxford 2015.
- Ehe. In: Dan Diner (Hrsg.) im Auftrag der Sächsischen Akademie der Wissenschaften zu Leipzig: Enzyklopädie jüdischer Geschichte und Kultur, Bd. 2 Co-Ha, Stuttgart 2012, S. 181–186.
- R. Elieser b. Nathan von Mainz: Vermittler zwischen Tradition und Innovation. In: Generaldirektion Kulturelles Erbe Rheinland-Pfalz (Hrsg.) im Auftrag des Ministeriums für Bildung, Wissenschaft, Weiterbildung und Kultur Rheinland-Pfalz: Die SchUM-Gemeinden Speyer – Worms – Mainz. Auf dem Weg zum Welterbe. Schriftleitung: Pia Heberer und Ursula Reuter, Regensburg 2013, S. 235–250.
- Brit Mila: Innerjüdische Kritik und die Konstruktion von Geschlecht und Geschlechterrollen. In: Johannes Heil / Stephan J. Kramer (Hrsg.): Beschneidung: Das Zeichen des Bundes in der Kritik. Zur Debatte um das Kölner Urteil, Berlin 2012, S. 233–255.
- Herkunft, Ehe und Vererbung. Die Bedeutung von Familie und Genealogie in der jüdischen Kultur. In: Joergens, Bettina (Hrsg.): Jüdische Genealogie im Archiv, in der Forschung und digital. Quellenkunde und Erinnerung, Essen 2011 (Veröffentlichungen des Landesarchivs Nordrhein-Westfalen, Bd. 41), S. 19–36.